# Spaventapasseri (gruppo musicale)
Gli Spaventapasseri sono stati un gruppo musicale italiano nato come complesso di musica beat, e poi avvicinatosi al rock progressivo e all'hard rock.

## Storia del gruppo
Il gruppo si forma con l'incontro dei due fratelli Alberto e Maurizio Valli (che suonavano già in diverse piccole formazioni milanesi) con il batterista Gerard De Vincenzo, proveniente da Nizza. Inizialmente iniziano ad esibirsi con il nome di "Gruppo Uno", cambiato in seguito in "Spaventapasseri" da Pippo Baudo (a causa dei loro cappelli), in occasione della loro partecipazione, durata circa un anno e mezzo, alla sua trasmissione televisiva Settevoci, sul palco insieme all'orchestra di Luciano Fineschi.
Furono molte le esibizioni dal vivo in tutta Italia, tra cui sono da ricordare quella al "Wanted" di Milano (ex Piper), dove fecero da spalla a Wilson Pickett, o a Lavagna al campo sportivo, come apertura ad uno dei pochi concerti di Lucio Battisti.
Nel 1970 registrarono un 45 giri con un brano vicino al rock progressivo ed alla psichedelia, Volere bene a tutti, ed un altro, Bu ga boo, definito da Pescetelli "uno dei primi brani hard rock italiani": le due canzoni sono anche state ristampate in CD nel 1996 dalla Giallo Records.
Fecero inoltre dei provini con Renato Serio per la casa discografica Numero Uno di Lucio Battisti e Mogol.
La causa del prematuro scioglimento fu la incombente malattia psichica di Maurizio, che soffriva di manie di persecuzione, e che portò il gruppo alla rottura. Gerard tornò in Francia e creò la sua orchestra.
In seguito, nel 1975, Alberto Valli entrò nei Flora Fauna Cemento.

## Discografia
Singoli
- 1970: Volere bene a tutti/Bu ga boo (Equipe, EQ 0126)

Partecipazioni
- 1996: Alto volume n°2 (Giallo Records, FS 1016/2; gli Spaventapasseri sono presenti con i due brani del singolo)

## Formazione
- Alberto Valli: voce, chitarra
- Maurizio Valli: basso, cori
- Gerard De Vincenzo: batteria, cori